# Moneta podwartościowa
Moneta podwartościowa – określenie monety, której wartość nominalna wyraźnie przewyższa cenę jej wytworzenia, tzn. zawartego kruszcu i kosztów wykonania.